# Magazin
Magazin, na początku występujący jako Dalmatinski magazin – chorwacki zespół muzyczny grający muzykę pop, założony w 1979 roku.

## Historia zespołu
Zespół Magazin został założony w 1979 roku pod nazwą Dalmatinski magazin, w jego pierwotny skład weszli: basiści Nenad „Keko” Vesanović i Igor Biočić, gitarzysta Željko Baričić, klawiszowcy Miro Crnko i Tonči Huljić, perkusista Zoran Marinković i wokalistka Majda Šoletić. Muzycy zaczęli grać koncerty w lokalnych klubach, z czasem zdobyli coraz większą rozpoznawalność. W latach 80. brali udział w wielu festiwalach muzycznych. W 1982 roku nową wokalistką zespołu została Marija Kuzmić, z którą grupa nagrała i wydała płytę studyjną zatytułowaną Slatko stanje (już pod nazwą Magazin). Rok później wokalistka została zastąpiona przez Ljiljanę Nikolovską, która wzięła udział w nagraniach drugiego albumu długogrającego zespołu zatytułowanego Kokolo. W 1984 roku z zespołu odszedł Zoran Marinković, którego zastąpił Ante Miletić. Perkusista pojawił się na trzeciej płycie studyjnej grupy zatytułowanej O la-la.
W kolejnych latach zespół Magazin wydał kilka nowych płyt studyjnych: Piši mi (1985), Put putujem (1986), Magazin (1987), Besane noći (1988), Dobro jutro (1989). W 1991 roku nową wokalistką zespołu została Danijela Martinović, która zaśpiewała na nowym albumie studyjnym grupy zatytułowanym Da mi te zaljubit u mene z tego samego roku. W 1992 roku zespół został wybrany na reprezentanta Chorwacji w 37. Konkursie Piosenki Eurowizji z utworem „Hallelujah”. Muzycy ostatecznie nie wystąpili w finale imprezy, ponieważ krajowy nadawca HRT nie był aktywnym członkiem Europejskiej Unii Nadawców. W 1992 roku na rynku ukazał się album koncertowy zespołu zatytułowany Koncert, na którym znalazł się zapis dźwiękowy występu grupy w Studiu Krešimir i Studio Tetrapak. W tym samym roku ze składu zespołu odszedł Miro Crnko. W 1993 roku premierę miał kolejny krążek studyjny zespołu zatytułowany Došlo vrijeme, a rok później – płyta pt. Simpatija.
W 1995 roku zespół Magazin nagrał utwór „Nostalgija” razem z Lidiją. Kolektyw wziął udział w konkursie Dora 1995, będącym krajowymi eliminacjami eurowizyjnych. 12 marca wystąpili w finale selekcji i zajęli w nich pierwsze miejsce, dzięki czemu zostali ogłoszeni reprezentantami Chorwacji w 40. Konkursie Piosenki Eurowizji organizowanym w Dublinie. 13 maja zaprezentowali się w finale widowiska i zajęli szóste miejsce po zdobyciu 91 punktów, w tym m.in. maksymalnych not 12 punktów od komisji jurorskich z Malty, Słowenii i Hiszpanii. W 1996 roku nową wokalistką zespołu została Jelena Rozga. W tym samym roku 
ukazała się nowa płyta studyjna grupy zatytułowana Nebo boje moje ljubavi. W 1997 roku muzycy wzięli udział w krajowych eliminacjach eurowizyjnych Dora 1997 z utworem „Opium”. 9 marca wystąpili w finale selekcji i zajęli siódme miejsce w głosowaniu jurorów. Piosenka zapowiadała nową płytę studyjną zespołu zatytułowaną Da si ti ja, która ukazała się w 1998 roku. Na albumie znalazł się też utwór „Na svijetu sve”, z którym formacja startowała w konkursie Dora 1998. 6 marca wystąpili w finale selekcji i zajęli w nim szóste miejsce; zwyciężczynią została Danijela Martinović, była wokalistka Magazin. 
W 1999 roku zespół po raz kolejny wziął udział w eliminacjach Dora, tym razem z piosenką „Kasno je”. 7 marca wystąpili w koncercie finałowym i zajęli ostatecznie piąte miejsce w głosowaniu jurorów i widzów. Utwór znalazł się na kolejnej płycie studyjnej zespołu zatytułowanej Minus i plus z 2000 roku. W tym samym roku grupa wydała nowy album koncertowy pt. Skenderija – Sarajevo Live. W 2002 roku premierę miał kolejny krążek studyjny grupy zatytułowany S druge strane mjeseca, a w 2004 roku – album pt. Paaa...?. Na płycie znalazł się m.in. utwór „Ne tiče me se”, za którą zespół zdobył Grand Prix na festiwalu w Splicie w 2004 roku. W 2005 roku grupa ponownie wystartowała w konkursie Dora, tym razem z utworem „Nazaret”. 4 marca wystąpili w drugim półfinale selekcji eurowizyjnych i z pierwszego miejsca awansowali do finału, który odbył się dzień później. Grupa zajęła w nim ostatecznie drugie miejsce, przegrywając jedynie z Borisem Novkoviciem. W 2006 roku muzycy zakwalifikowali się do konkursu Dora 2006 z piosenką „Oprosti mala”. 2 marca wystąpili w pierwszym półfinale selekcji i z pierwszego miejsca awansowali do organizowanej dwa dni później rundy finałowej. Zajęli w niej ósme miejsce. W tym samym roku z zespołu odszedł Tonči Huljić, którego na klawiszach zastąpił Ivan Huljić, a także wokalistka Jelena Rozga. 
W 2007 roku zespół Magazin wydał swój nowy album studyjny zatytułowany Dama i car, a rok później – płytę pt. Bossa n’Magazin. W 2010 roku nową wokalistką formacji została Andrea Šušnjara. W tym samym roku zespół wystąpił na festiwalu w Splicie z piosenką „Sijamski blizanci”. Rok później z utworem „Još se ne bi udala” wystartowali na CMC Festival 2011. W 2012 roku uczestniczyli w festiwalu w Splicie z numerem „Dušu nemaš da me na njoj nosiš”. W 2014 roku brali udział w CMC Festiwal 2014 z piosenką „Školovana da preživim”. Wszystkie festiwalowe utwory znalazły się na nowej płycie studyjnej zespołu zatytułowanej Mislim pozitivno!, która została wydana w 2014 roku.

## Skład zespołu

### Obecni członkowie
- Andrea Šušnjara – śpiew (od 2010)
- Ante Miletić – perkusja (od 1984)
- Ivan Huljić – instrumenty klawiszowe (od 2006)
- Nenad „Keko” Vesanović – gitara basowa (od 1979)
- Željko Baričić – gitara (od 1979)

### Byli członkowie
- Ivana Kovač – śpiew (2006-2010)
- Jelena Rozga – śpiew (1996-2006)
- Danijela Martinović – śpiew (1991-1996)
- Ljiljana Nikolovska – śpiew (1983-1990)
- Marija Kuzmić – śpiew (1982-1983)
- Majda Šoletić – śpiew (1979-1982)
- Igor Biočić – gitara basowa (1979)
- Miro Crnko – instrumenty klawiszowe (1979-1992)
- Tonči Huljić – instrumenty klawiszowe (1979-2006)
- Zoran Marinković – perkusja (1979-1984)

## Dyskografia

### Albumy studyjne
- Slatko stanje (1982)
- Kokolo (1983)
- O la-la (1984)
- Piši mi (1985)
- Put putujem (1986)
- Magazin (1987)
- Besane noći (1988)
- Dobro jutro (1989)
- Da mi te zaljubit u mene (1991)
- Došlo vrijeme (1993) (The Time Has Come)
- Najbolje godine (1993) (The Best Years
- Simpatija (1994) (Sympathy)
- Nebo boje moje ljubavi (1996)
- Da si ti ja (1998)
- Minus i plus (2000)
- S druge strane mjeseca (2002)
- Paaa..? (2004)
- Dama i car (2007)
- Bossa n’Magazin (2008)
- Mislim pozitivno! (2014)

### Albumy kompilacyjne
- Najbolje godine (1990)
- Svi najveći hitovi 1983-1990 (1990)
- Magazin (1997)
- Hitovi 1 (1998)
- Hitovi 2 (1998)
- Balade (1999)
- The Best Of 1 – Zar je ljubav spala na to (2001)
- The Best Of 2 – Bol (2001)
- Antologija (2003)
- Dueti 1985–2005 (2005)
- The Platinum Collection (2006)
- The Platinum Collection (2008)
- 100 originalnih pjesama (2013)

### Albumy koncertowe
- Koncert (1992)
- Skenderija – Sarajevo Live (2000)